# Санта-Пау
Санта-Пау — село та муніципалітет в Іспанії, у складі автономної спільноти Каталонія, провінції Жирона.